# Campionati mondiali di sollevamento pesi 2019 - 49 kg femminile
Le gare di sollevamento pesi della categoria fino a 49 kg femminile — pesi gallo — dei campionati mondiali del 2019 si sono svolte dal 18 al 19 settembre 2019 a Pattaya presso l'Eastern National Sports Training Center.
Il 9 febbraio 2019 sette atlete thailandesi – tra le quali tre detentrici del titolo mondiale – risultarono positive ai controlli antidoping; un mese più tardi, la Thailandia si autosospese dalla partecipazione ai mondiali, pur mantenendo l'organizzazione. Chayuttra Pramongkhol, una delle atlete, nel febbraio del 2020 fu squalificata – retroattivamente – per due anni, dal febbraio 2019 al febbraio 2021, perdendo anche il record mondiale che deteneva al momento della disputa dei campionati.

## Programma
L'orario indicato corrisponde a quello thailandese (UTC+07:00)
| Data              | Orario | Evento   |
| ----------------- | ------ | -------- |
| 18 settembre 2019 | 09:30  | Gruppo C |
| 19 settembre 2019 | 12:00  | Gruppo B |
| 19 settembre 2019 | 17:55  | Gruppo A |

## Medagliate
Per ciascun esercizio, le prime tre classificate sono le seguenti:
| Esercizio | Oro          | Oro    | Argento      | Argento | Bronzo      | Bronzo |
| --------- | ------------ | ------ | ------------ | ------- | ----------- | ------ |
| Strappo   | Hou Zhihui   | 94 kg  | Jiang Huihua | 94 kg   | Ri Song-gum | 89 kg  |
| Slancio   | Jiang Huihua | 118 kg | Hou Zhihui   | 117 kg  | Ri Song-gum | 115 kg |
| Totale    | Jiang Huihua | 212 kg | Hou Zhihui   | 211 kg  | Ri Song-gum | 204 kg |

## Record
Prima di questa competizione, i record mondiali esistenti erano i seguenti:
| Record mondiale | Strappo | Hou Zhihui                       | 95 kg         | Tokyo, Giappone                    | 6 luglio 2019                    |
| Record mondiale | Slancio | Chayuttra Pramongkhol Hou Zhihui | 120 kg 116 kg | Aşgabat, Turkmenistan Fuzhou, Cina | 3 novembre 2018 23 febbraio 2019 |
| Record mondiale | Totale  | Hou Zhihui                       | 210 kg        | Fuzhou, Cina                       | 23 febbraio 2019                 |

## Risultati
| Pos. | Atleta                      | Gr. | Peso atleta | Strappo (kg) | Strappo (kg) | Strappo (kg) | Strappo (kg) | Slancio (kg) | Slancio (kg) | Slancio (kg) | Slancio (kg) | Totale   |
| Pos. | Atleta                      | Gr. | Peso atleta | 1            | 2            | 3            | Pos.         | 1            | 2            | 3            | Pos.         | Totale   |
| ---- | --------------------------- | --- | ----------- | ------------ | ------------ | ------------ | ------------ | ------------ | ------------ | ------------ | ------------ | -------- |
|      | Jiang Huihua (CHN)          | A   | 48.95       | 89           | 92           | 94           |              | 112          | 117          | 118          |              | 212      |
|      | Hou Zhihui (CHN)            | A   | 48.85       | 89           | 94           | 97           |              | 110          | 116          | 117          |              | 211      |
|      | Ri Song-gum (PRK)           | A   | 48.75       | 89           | 89           | 92           |              | 115          | 115          | 118          |              | 204      |
| 4    | Saikhom Mirabai Chanu (IND) | A   | 49.00       | 84           | 87           | 89           | 5            | 110          | 114          | 118          | 4            | 201      |
| 5    | Ana Segura (COL)            | A   | 49.00       | 80           | 83           | 85           | 8            | 101          | 105          | 107          | 5            | 188      |
| 6    | Kristina Sobol (RUS)        | A   | 49.00       | 83           | 86           | 88           | 4            | 95           | 99           | 99           | 12           | 187      |
| 7    | Beatriz Pirón (DOM)         | A   | 48.60       | 83           | 86           | 88           | 6            | 101          | 103          | 103          | 9            | 187      |
| 8    | Morghan King (USA)          | B   | 48.90       | 80           | 82           | 82           | 9            | 99           | 101          | 103          | 7            | 183      |
| 9    | Windy Cantika Aisah (INA)   | A   | 48.25       | 78           | 78           | 82           | 10           | 97           | 100          | 103          | 11           | 182      |
| 10   | Anaïs Michel (FRA)          | B   | 48.85       | 77           | 79           | 81           | 12           | 98           | 100          | 101          | 8            | 180      |
| 11   | Dika Toua (PNG)             | B   | 49.00       | 74           | 78           | 80           | 17           | 95           | 100          | 102          | 6            | 180      |
| 12   | Natasha Figueiredo (BRA)    | B   | 49.00       | 75           | 80           | 83           | 7            | 95           | 98           | 98           | 18           | 178      |
| 13   | Alyssa Ritchey (USA)        | A   | 48.95       | 78           | 81           | 81           | 19           | 100          | 103          | 103          | 10           | 178      |
| 14   | Katherin Echandía (VEN)     | C   | 48.65       | 75           | 78           | 80           | 15           | 95           | 98           | 100          | 13           | 176      |
| 15   | Lin Cheng-jing (TPE)        | B   | 48.30       | 75           | 78           | 78           | 18           | 95           | 98           | 101          | 15           | 176      |
| 16   | Manon Lorentz (FRA)         | B   | 48.95       | 77           | 79           | 79           | 13           | 93           | 96           | 98           | 17           | 175      |
| 17   | Amanda Braddock (CAN)       | C   | 48.90       | 75           | 78           | 81           | 14           | 92           | 96           | 96           | 16           | 174      |
| 18   | Luana Madeira (BRA)         | B   | 49.00       | 76           | 79           | 81           | 11           | 93           | 96           | 96           | 21           | 174      |
| 19   | Angélica Campoverde (ECU)   | C   | 48.50       | 73           | 76           | 78           | 16           | 94           | 97           | 97           | 19           | 172      |
| 20   | Roilya Ranaivosoa (MRI)     | C   | 49.00       | 73           | 76           | 77           | 26           | 92           | 95           | 98           | 14           | 171      |
| 21   | Elien Perez (PHI)           | C   | 49.00       | 70           | 73           | 75           | 22           | 90           | 93           | 93           | 23           | 165      |
| 22   | Nigora Abdullaeva (UZB)     | C   | 48.95       | 72           | 75           | 79           | 21           | 90           | 93           | 93           | 24           | 165      |
| 23   | Elena Andrieș (ROU)         | C   | 49.00       | 70           | 74           | 76           | 24           | 90           | 90           | 93           | 25           | 164      |
| 24   | Patseang Yi-pang (TPE)      | C   | 48.15       | 70           | 74           | 74           | 25           | 90           | 90           | 94           | 26           | 164      |
| 25   | Fiorella Cueva (PER)        | C   | 49.00       | 67           | 70           | 72           | 29           | 90           | 93           | 93           | 20           | 163      |
| 26   | Lely Burgos (PUR)           | C   | 49.00       | 65           | 70           | 71           | 28           | 88           | 88           | 91           | 22           | 162      |
| 27   | Dinusha Gomes (SRI)         | C   | 48.85       | 70           | 72           | 74           | 27           | 85           | 89           | 89           | 28           | 157      |
| 28   | Kelly-Jo Robson (GBR)       | C   | 48.95       | 67           | 69           | 71           | 31           | 84           | 87           | 87           | 27           | 156      |
| 29   | Noorin Gulam (GBR)          | C   | 48.95       | 66           | 66           | 69           | 32           | 84           | 87           | 87           | 29           | 150      |
| —    | Ibuki Takahashi (JPN)       | B   | 48.85       | 73           | 74           | 76           | 20           | 95           | 97           | 100          | —            | —        |
| —    | Hiromi Miyake (JPN)         | B   | 48.95       | 73           | 75           | —            | 23           | 96           | —            | —            | —            | —        |
| —    | Giorgia Russo (ITA)         | B   | 48.80       | 70           | 70           | 70           | 30           | 95           | 95           | 95           | —            | —        |
| —    | Ýulduz Jumabaýewa (TKM)     | A   | 48.90       | 78           | 78           | 78           | —            | —            | —            | —            | —            | —        |
| —    | Erika Ortega (PAN)          | C   | ritirata    | ritirata     | ritirata     | ritirata     | ritirata     | ritirata     | ritirata     | ritirata     | ritirata     | ritirata |